# Michael Neumayer
Michael Neumayer, nemški smučarski skakalec, * 15. januar 1979, Bad Reichenhall, Nemčija. 
Prvič je v svetovnem pokalu nastopil v sezoni 2000/01 na Novoletni turneji. V isti sezoni je osvojil skupni seštevek Kontinentalnem pokalu.
Njegov najboljši dosežek dosedaj je srebrna medalja na svetovnem prvenstvu v Oberstdorfu leta 2005 na ekipni skakalni preizkušnji na mali skakalnici. Poleg tega je osvojil tudi ekipno bronasto medaljo na svetovnem prvenstvu v poletih na letalnici v Kulmu leta 2006.  
Neumayer je nemški rekorder v poletih (227,5 metra), v sezoni 2006/07 je dosegel svoj najboljši posamični rezultat v svetovnem pokalu (5. mesto v Kuusamu), trenutno pa zaradi poškodbe noge ne skače.